# Pandurzy

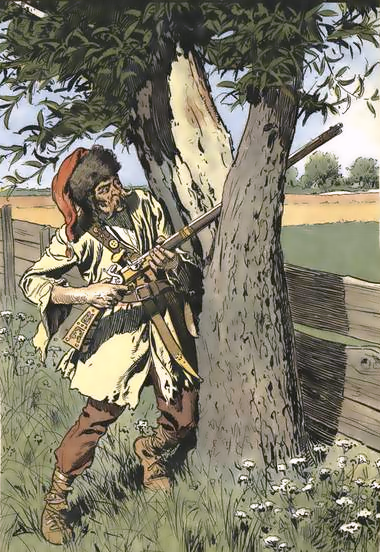
Austriacki pandur z 1760 r.

Pandurzy (także bandurzy, synonim opryszka, od węg. pandúr) – dawniej zbrojni słudzy magnatów węgierskich i chorwackich, a także (do XIX w.) urzędów miejskich i gminnych w Chorwacji, Serbii i Slawonii, odpowiadający za utrzymanie lokalnego bezpieczeństwa. 
Uzbrojeni bywali w szable (często w jatagany), także w broń palną – pistolety i strzelby. W osiemnastowiecznej Austrii i Węgrzech pandurzy tworzyli oddziały nieregularnej piechoty; w XIX stuleciu na południowych rubieżach ziem austriackich Habsburgów oddziały pandurów przekształcono w straż graniczną (tzw. graniczarów).
Formacje pandurów obecne były także na Dolnym Śląsku, m.in. we Wrocławiu.